# Socrate Vorobiov
Pour les articles homonymes, voir Vorobiov.
Socrate Maksimovitch Vorobiov (en russe : Сократ Максимович Воробьёв ; 1817-1888) est un peintre et graveur de paysages russe.

## Biographie
Fils du peintre Maxime Vorobiov, il entre en 1833 à l'Académie russe des beaux-arts en classe de « paysage et peinture en perspective », où il étudie sous la direction de son père. En 1836, il reçoit la petite et la grande médaille d'argent, en 1837, une petite médaille d'or et en 1838, la grande médaille d'or pour son tableau Vue du manoir de Keila-Joa du comte von Benckendorff près de Reval. En 1839, il est diplômé de l'académie.

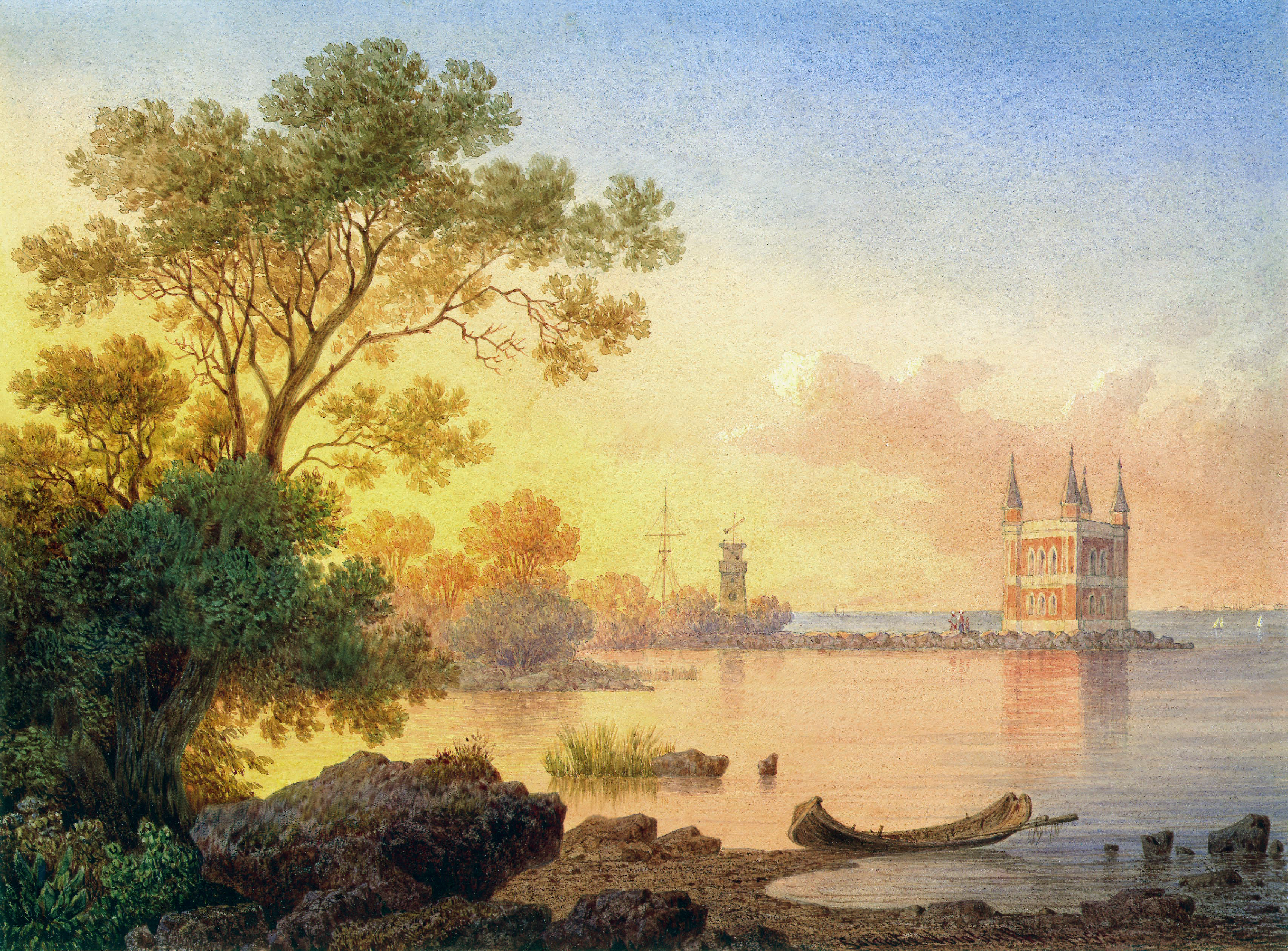
Chapelle Saint-Alexandre-Nevski de Peterhof du Parc Alexandria au Peterhof.

Sa réussite à l'académie lui vaut une bourse pour voyager à l'étranger et se perfectionner. En 1840, Vorobiov part pour six ans en Italie. Il travaille à Rome et à Naples. En 1844, il se trouve à Palerme pour le tsar Nicolas Ier qui lui demande d'y réaliser une série de paysages.
En 1846, de retour en Russie, il est élu à l'académie. L'année suivante, il repart deux ans en Italie pour y réaliser des paysages pour le tsar Nicolas Ier. En 1849, revenu à Saint-Pétersbourg, il participe à des expositions académiques. En 1852, il crée une série de peintures de vues de la banlieue de la capitale russe de l'époque.
Après la mort de son père en 1855, il enseigne à l'Académie russe des beaux-arts, dans la section paysage. À partir de 1858, il est professeur libre sans programme obligatoire. En 1872, il démissionne de l'académie et s'installe à Turmantas (en) dans le Gouvernement de Kowno dans l'Empire russe (actuellement en Lituanie), où il passe les dernières années de sa vie. Durant cette période, il ne peint pratiquement plus.

## Élèves réputés

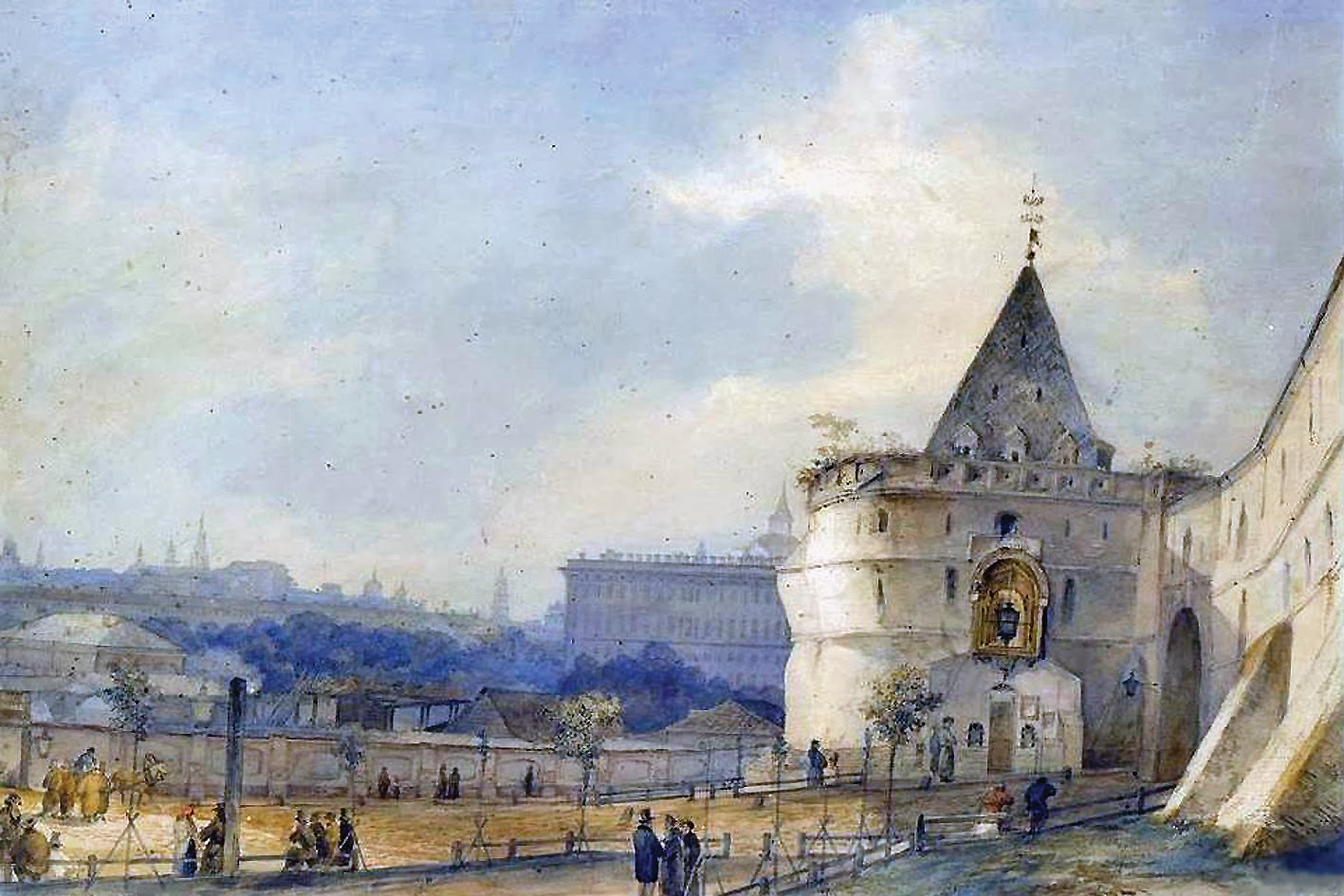
Porte de Varvarka à Kitaï-gorod. (Moscou)

- Piotr Balachov (ru) — peintre russe, paysagiste et graveur.
- Piotr Petrovitch Verechtchaguine — peintre russe, paysagiste.
- Alexandre Guine (ru) — peintre russe, paysagiste.
- Pavel Djoguine (ru) — peintre russe, paysagiste.
- Eugen Dücker — peintre allemand.
- Julius von Klever — peintre russe.
- Arseni Mechtcherski — peintre russe, paysagiste.
- Ivan Chichkine — peintre russe paysagiste, dessinateur, graveur, aquarelliste.